# Celestyn Ciechanowski
Celestyn Ciechanowski (ur. 1835 w Horłowie w gub.mohylewskiej, zm. 28 grudnia 1906 w Irkucku) – powstańczy naczelnik miasta Grodno w powstaniu styczniowym, lekarz, polski działacz narodowy i społeczny, zesłaniec.

## Życiorys
Urodził się w 1835 roku majątku Horłowo w powiecie czausowskim, guberni mohylewskiej. Syn Michała i Tekli z Mackiewiczów. Ukończył gimnazjum w Mohylewie. Zamierzał wstąpić do seminarium duchownego, jednak w 1853 rozpoczął studia medyczne w Akademii Medyko-Chirurgicznej w Warszawie i Moskwie. Po otrzymaniu dyplomu lekarza wyjechał do Grodna, aby być bliżej matki (matka przeprowadziła się z Horłowa do Żydomla koło Grodna). W Grodnie i okolicach był szanowanym i lubianym lekarzem.
Działał w organizacjach narodowych i w organizacji powstańczej. Został mianowany naczelnikiem miasta Grodna w czasie powstania styczniowego. Przetrzymywał w swoim domu broń dla powstańców. Współpracował z Konstantym Kalinowskim, Apolonem Hofmeistrem, Erazmem Zabłockim i Stanisławem Sylwestrowiczem. Aresztowany w 1863 roku podczas niesienia pomocy lekarskiej rannym powstańcom. Siedział w więzieniu w Grodnie. Zamierzano skazać go na karę śmierci przez rozstrzelanie, ale dzięki staraniom jego brata doktora Jana Ciechanowskiego skazano go na dwadzieścia lat ciężkich robót. Zesłany do guberni irkuckiej wyrok odbywał w aleksandrowskich zakładach fabrycznych w miejscowości Aleksandrowskoje pod Irkuckiem.
Leczył więźniów i katorżników. Dzięki wsparciu naczelnika więzienia Aleksandra Sipigina Ciechanowski przyczynił się do poprawy warunków higienicznych w więzieniu. Sława lekarza Ciechanowskiego wyszła poza mury więzienia. Na prośbę mieszkańców Aleksandrowskoje i okolicznych wsi pozwolono mu leczyć tamtejszą ludność. Udzielał bezpłatnej pomocy lekarskiej każdemu potrzebującemu. Zyskał uznanie, wdzięczność i szacunek miejscowej ludności i administracji. Zwolniony z więzienia w 1883 roku, otrzymał etat lekarza więziennego. Ożenił się z Rosjanką Tatianą Erszow. Osiadł w Irkucku. Miał trzech synów i cztery córki.
W drewnianym domku utworzył ambulatorium, gdzie służył pomocą medyczną najbiedniejszym. W 1905 radny Irkucka Szczukin zwrócił się z prośbą do dumy o przyznanie emerytury doktorowi Ciechanowskiemu, jako dowód uznania za działalność na rzecz mieszkańców Irkucka. Duma przyznała emeryturę, ale Ciechanowski odmówił przyjęcia przyznanej emerytury. 
Zmarł 28 grudnia 1906 w Irkucku.